# Discografia dei The Four Seasons
La discografia dei The Four Seasons è composta da 17 album in studio, 2 album dal vivo, oltre 20 raccolte e numerosi singoli.
La discografia del gruppo parte dal 1960, l'anno di formazione, e non comprende singoli o album pubblicati da Frankie Valli come solista.

## Album in studio
| Anno | Titolo                                                                     | Classifiche | Classifiche | Classifiche | Classifiche | Certificazioni  |
| Anno | Titolo                                                                     | US          | AUS         | CAN         | UK          | Certificazioni  |
| ---- | -------------------------------------------------------------------------- | ----------- | ----------- | ----------- | ----------- | --------------- |
| 1962 | Sherry & 11 Others                                                         | 6           | —           | —           | 20          |                 |
| 1962 | The 4 Seasons Greetings                                                    | 13          | —           | —           | —           |                 |
| 1963 | Big Girls Don't Cry and Twelve Others...                                   | 8           | —           | —           | —           |                 |
| 1963 | The 4 Seasons Sing Ain't That a Shame and 11 Others                        | 47          | —           | —           | —           |                 |
| 1964 | Born to Wander – Tender and Soulful Ballads (Folk-Flavored)                | 84          | —           | —           | —           |                 |
| 1964 | Dawn (Go Away) and 11 Other Great Songs                                    | 6           | —           | —           | —           |                 |
| 1964 | Rag Doll                                                                   | 7           | —           | —           | —           |                 |
| 1965 | The 4 Seasons Entertain You                                                | 77          | —           | —           | —           |                 |
| 1965 | The 4 Seasons Sing Big Hits by Burt Bacharach... Hal David... Bob Dylan... | 106         | —           | —           | —           |                 |
| 1966 | Working My Way Back to You and More Great New Hits                         | 50          | —           | —           | —           |                 |
| 1967 | New Gold Hits                                                              | 37          | —           | —           | —           |                 |
| 1969 | The Genuine Imitation Life Gazette                                         | 85          | —           | —           | —           |                 |
| 1972 | Chameleon                                                                  | —           | —           | —           | —           |                 |
| 1975 | Who Loves You                                                              | 38          | —           | —           | 12          | Disco d’oro: UK |
| 1977 | Helicon                                                                    | 168         | —           | —           | —           |                 |
| 1985 | Streetfighter                                                              | —           | —           | —           | —           |                 |
| 1992 | Hope + Glory                                                               | —           | —           | —           | —           |                 |

## Album live
| Anno | Titolo                                                |
| ---- | ----------------------------------------------------- |
| 1980 | Reunited Live                                         |
| 1995 | The 4 Seasons Sing Ain't That a Shame / Live on Stage |

## Raccolte
| Anno | Titolo                                                                    | Classifiche | Classifiche | Classifiche | Classifiche | Certificazione       |
| Anno | Titolo                                                                    | US          | AUS         | CAN         | UK          | Certificazione       |
| ---- | ------------------------------------------------------------------------- | ----------- | ----------- | ----------- | ----------- | -------------------- |
| 1963 | Golden Hits of the 4 Seasons                                              | 15          | —           | —           | —           |                      |
| 1963 | Stay and Other Great Hits                                                 | 100         | —           | —           | —           |                      |
| 1964 | More Golden Hits by the Four Seasons                                      | 105         | —           | —           | —           |                      |
| 1964 | The International Battle of the Century: The Beatles vs. the Four Seasons | 142         | —           | —           | —           |                      |
| 1965 | The 4 Seasons' Gold Vault of Hits                                         | 10          | —           | —           | —           | Disco d’oro: USA     |
| 1966 | The 4 Seasons' 2nd Vault of Golden Hits                                   | 22          | —           | —           | —           | Disco d’oro: USA     |
| 1966 | Lookin' Back                                                              | 107         | —           | —           | —           |                      |
| 1966 | The 4 Seasons’ Christmas Album                                            | 28          | —           | —           | —           |                      |
| 1968 | Edizione D'Oro: The 4 Seasons Gold Edition – 29 Gold Hits                 | 37          | —           | —           | 11          | Disco d’oro: USA     |
| 1975 | The Four Seasons Story                                                    | 51          | —           | —           | 20          | Disco di platino: UK |
| 1976 | Frankie Valli & the Four Seasons – The Greatest Hits                      | —           | —           | —           | 4           | Disco di platino: UK |
| 1988 | 25th Anniversary Collection                                               | —           | —           | —           | 38          |                      |
| 1992 | The Very Best Of                                                          | —           | —           | —           | 7           | Disco di platino: UK |
| 2001 | Frankie Valli & the Four Seasons – The Greatest Hits                      | —           | —           | —           | 26          | Disco d’oro: UK      |
| 2002 | The Very Best of Frankie Valli & the Four Seasons                         | —           | —           | —           | —           |                      |
| 2006 | Beggin' – The Ultimate Collection                                         | —           | —           | —           | 82          |                      |
| 2007 | ...Jersey Beat... The Music of Frankie Valli & the 4 Seasons              | —           | —           | —           | 53          |                      |
| 2008 | Jersey's Best                                                             | —           | —           | —           | 25          | Disco d’oro: UK      |
| 2011 | Working My Way Back to You                                                | —           | —           | —           | 12          | Disco di platino: UK |
| 2023 | Working Our Way Back to You: The Ultimate Collection                      | —           | —           | —           | —           |                      |

## Singoli
- 1961: Spanish Lace/Bermuda (Gone Records, Gone 5122)
- 1962: Sherry/I've Cried Before (Vee Jay Records, VJ 456)
- 1962: Big Girls Don't Cry/Connie-O (Vee Jay Records, VJ 465)
- 1962: Santa Claus Is Coming to Town/Christmas Tears (Vee Jay Records, VJ 478)
- 1963: Walk Like A Man/Lucky Ladybug (Vee Jay Records, VJ 485)
- 1963: Ain't That A Shame!/Soon (I'll Be Home Again) (Vee Jay Records, VJ 512)
- 1963: Candy Girl/Marlena (Vee Jay Records, VJ 539)
- 1963: New Mexican Rose/That's The Only Way (Vee Jay Records, VJ 562)
- 1963: Stay/Peanuts (Vee Jay Records, VJ 576)
- 1964: Alone/Long Lonely Nights (Vee Jay Records, VJ 597)
- 1964: Dawn (Go Away)/No Surfin' Today (Philips, 40166)
- 1964: Ronnie/Born To Wander (Philips, 40185)
- 1964: Rag Doll/Silence Is Golden (Philips, 40211)
- 1964: Save It For Me/Funny Face (Philips, 40225)
- 1964: Bye Bye Baby (Baby, Goodbye)/Searching Winde (Philips, 40260)

| - 1964: "Big Man in Town", #20 - 1965: "Girl Come Running", #30 - 1965: "Let's Hang On!", #3 - 1965: "Don't Think Twice", #12 (anche come "The Wonder Who?") - 1966: "Working My Way Back to You", #9 - 1966: "Opus 17 (Don't You Worry 'bout Me)", #13 - 1966: "I've Got You Under My Skin", #9 - 1966: "Tell It to the Rain", #10 - 1967: "Beggin'", #16 - 1967: "C'mon Marianne", #9 - 1967: "Watch the Flowers Grow", #30 - 1968: "Will You Love Me Tomorrow", #24 - 1975: "Who Loves You", #3 - 1975: "December, 1963 (Oh, What a Night)", #1 - 1994: "December, 1963 (Oh, What a Night)", #14 (remix) |